# Реклейминг
Рекле́йминг или реапроприация — в лингвистике культурный процесс, посредством которого группа возвращает себе слова или артефакты, которые ранее использовались для унижения этой группы: специфическая форма семантического сдвига (изменения значения слова). Реклейминг может иметь широкие последствия для общественно-политического дискурса и описывается с точки зрения личного или социально-политического расширения прав и возможностей.

## Характеристики
Реапроприируемое, или повторно присвоенное, слово - слово, которое раньше уничижительно или оскорбительно обозначало определённую социальную группу с целью усилить её низкий статус, но затем восстановило своё приемлиемое значение. Некоторые из подобных терминов возникли как не оскорбительные, но со временем изменили своё значение на более уничижительное. Их реаппроприацию можно рассматривать как восстановление их первоначального смысла, однако это относится не ко всем подобным словам, так как некоторые из них с самого начала использовались в качестве оскорблений.
С точки зрения лингвистики, аппроприацию можно рассматривать как частный случай семантического сдвига, а именно улучшения – процесса, посредством которого значение слова со временем становится более позитивным.
Робин Бронтсема предположил, что существуют, по крайней мере, три очевидные взаимоисключающие цели реаппроприации:
- изменение ценности — изменение значения с оскорбительного на позитивное;
- нейтрализация — изменение значения с уничижительного на нейтральное;
- эксплуатация стигматизации — сохранение уничижительного характера таких терминов в качестве напоминания о том, что данная группа подвергалась несправедливому обращению[5].

Хотя это понятие чаще всего рассматривается в контексте языка, оно также используется по отношению к другим культурным концепциям, например, при  обсуждении реаппроприации традиций.

## Примеры
- В английском языке реаппроприации подверглось слово «нерд» — хотя первоначально оно использовалось в качестве пейоратива и имело негативную окраску, позже оно стало использоваться некоторыми людьми в положительном ключе и для групповой идентификации[9].
- Аналогичный процесс происходит в английском языке и со словом «шлюха» (slut) — «парад шлюх».